# Аверин, Илларион Васильевич
Илларион Васильевич Аверин (1902, Стуково — 24 марта 1976) — советский деятель органов внутренних дел, участник Великой Отечественной войны, начальник Саратовской межобластной школы милиции НКВД СССР (1944—1946), полковник милиции.

## Биография
Илларион Васильевич Аверин родился в 1902 году в селе Стуково Павловского района Алтайского края.
После революции одним из первых в селе вступил в комсомол, начал работать в местной милиции.
С 1941 по 1944 годы на фронтах Великой Отечественной войны, участвовал в обороне Кавказа. С 1944 по 1946 годы — начальник Саратовской межобластной школы милиции НКВД СССР.
После 1946 года работал в Омской школе милиции, затем в органах МВД СССР Ростовской области. Вышел в отставку в звании полковника милиции.
Умер 24 марта 1976 года.

## Награды
- Орден Ленина;
- Орден Красного Знамени (15.01.1945)[1][2];
- Орден Отечественной войны I степени[3];
- Медаль «За оборону Кавказа»;
- Медаль «За победу над Германией в Великой Отечественной войне 1941—1945 гг.»;
- Медаль «Двадцать лет Победы в Великой Отечественной войне 1941—1945 гг.»
- Медаль «50 лет советской милиции»;
- Медаль «50 лет Вооружённых Сил СССР».